# Сражение на Черном Июсе
Сражение на Чёрном Июсе (1634 год) — сражение, разгоревшейся в ходе похода русского казачьего войска против Хонгорая, и закончившееся разгромом русской экспедиции на реке Чёрный Июс.

## Предыстория
10 февраля 1634 года А. З. Просовецкий отправился из Томска в поход по Киргизской землице с целью сбора ясака и усмирения князей енисейских кыргызов. Отряды Просовецкого напали на селения кыргызских улусов на Белом озере, а тем временем енисейские кыргызы собрали отряд из 400 человек совместно с монголами.

## Ход сражения
В ночь на рассвете Просовецкий провел ночной рейд на лагерь кыргызских войск, но был отброшен из-за стойкого сопротивления. Сражение продолжалось 4 дня, при этом стороны переместились по реке Черный Июс. Русский отряд оказался в тяжёлом окружении, постоянно подвергаясь атакам со стороны кыргызско-монгольского войска. В конце концов, отряду Просовецкого удалось успешно сбежать с места сражения.

## Последствия
Этот бой имел серьёзные последствия. Енисейские кыргызы впоследствии начали совершать новые набеги на русские селения в прилегающих территориях. По словам О. В. Боронина
Уже в осеннем периоде 1634 года, кыргызские отряды активизировали свои действия в ясачных волостях, Кузнецкого острога причиняя ущерб местным жителям и затрудняя торговлю ясаком
.